# Schabse Rapaport
Schabse Rapaport lub Rappaport (ur. 15 czerwca 1885 w Białej Podlaskiej, zm. ?)  – polski rabin.
Przed wojną był asesorem rabinatu Gminy Wyznaniowej Izraelickiej w Krakowie. We wrześniu 1939 znalazł się w składzie nowego zarządu Gminy Wyznaniowej Żydowskiej w Krakowie. Zaliczany był do grona cieszących się największym autorytetem rabinów krakowskich, mieszkał w kamienicy przy ulicy Dietla 63.
W 1940 wraz z rabinem Samuelem Kornitzerem przekazał pismo do Rady Głównej Opiekuńczej z prośbą o wstawiennictwo u księcia metropolity Adama Sapiehy, w celu powstrzymania wysiedleń Żydów z getta krakowskiego. Zarówno Rada, jak i abp. Sapieha interweniowali w tej sprawie u okupacyjnych władz niemieckich. W rezultacie jednak obaj rabini zostali aresztowani i 21 lutego osadzeni w niemieckim obozie koncentracyjnym. Okoliczności i data śmierci rabina Rapaporta pozostają nieznane.